# Rateče
Rateče (Duits: Ratschach) is een plaats in Slovenië en maakt deel uit van de gemeente Kranjska Gora in de NUTS-3-regio Gorenjska. De plaats telde 611 inwoners op 1 januari 2020.
In de omgeving is de Planica vallei met de skischans. Elk jaar op 15 augustus is er een lokale feestdag.
In Rateče is de kerk van St. Thomas en de gotische kerk van de Heilige Geest en het museum in het Kajžnk House.

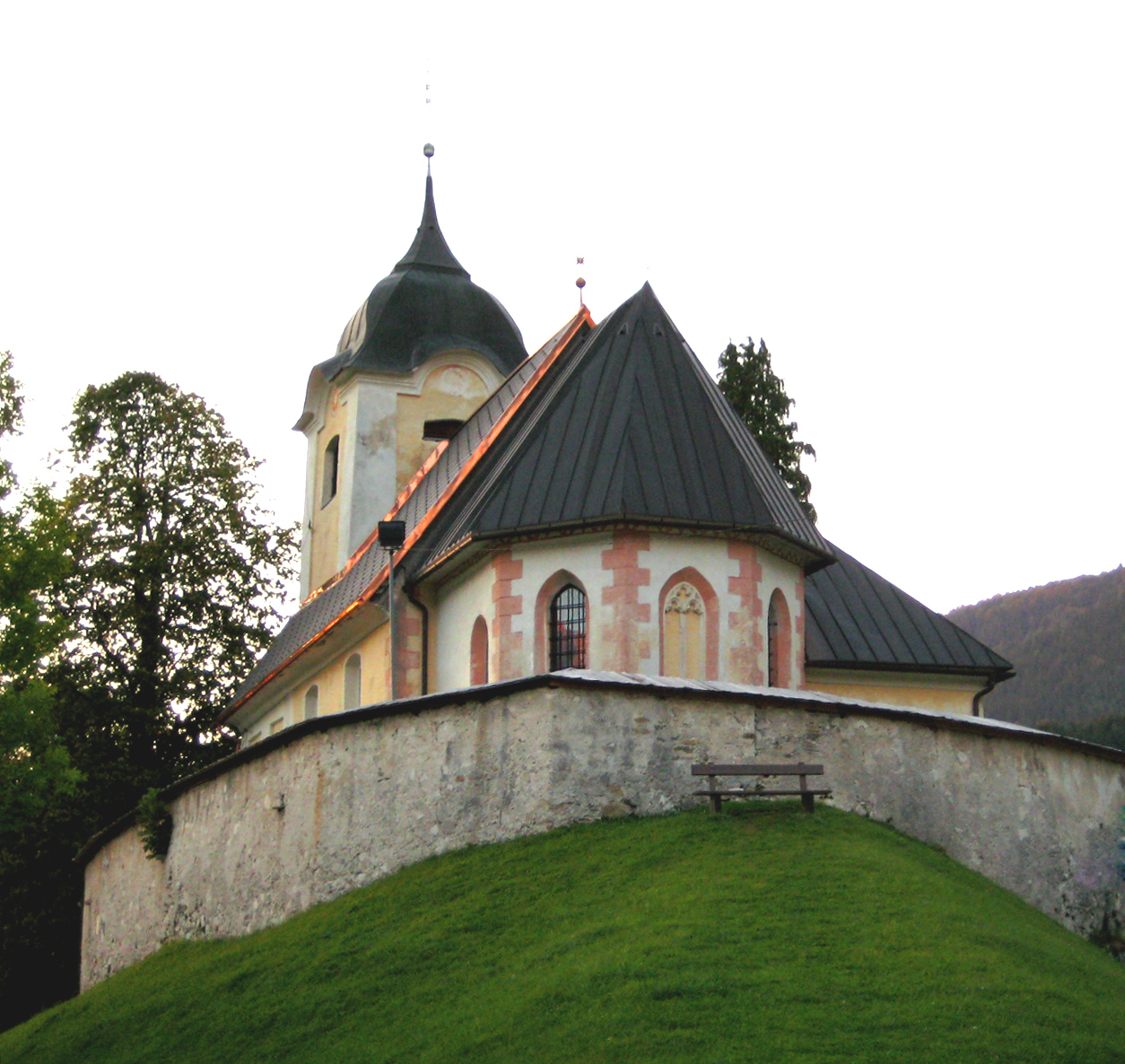
Kerk van de Heilige Geest